# Ден на светите братя Кирил и Методий, на българската азбука, просвета и култура и на славянската книжовност
Денят на светите братя Кирил и Методий, на българската азбука, просвета и култура и на славянската книжовност е български официален празник, честван на 24 май. На този ден в България се чества делото на славянските просветители Кирил и Методий и българската просвета и култура, включително и създаването на кирилицата в Преславската книжовна школа.
| „                 | Спасявайки делото на св. св. Кирил и Методий, България е заслужила признателността и уважението не само на славянските народи, но и на света. И това ще бъде така, докато човечеството влага истинско съдържание в думите напредък, култура и човечност... | “ |
| проф. Роже Бернар | |   |

## История
Въздигането на Кирил и Методий като равноапостоли и велики християнски учители става в България още с идването на техните ученици през 886 г. В епохата на византийско владичество българската държава изчезва от политическата карта на Европа, но остава „Държавата на духа“, по думите на акад. Дмитрий Лихачов.
Свидетелства за честването на празника са открити в арменския летопис от 1813 г., където се споменава за честване на 22 май 1813 г. в Шумен (Датата 22 май в този летопис може да се приеме, че е по т.нар. нов стил – Григорианския календар). Има сведения, че организатори на това честване през 1813 г. са гагаузи от Шумен.
В съвременната историография се смята, че за първи път в епохата на Възраждането на 11 май 1851 г. в епархийското училище „Св. св. Кирил и Методий“ в гр. Пловдив по инициатива на Найден Геров се организира празник на Кирил и Методий – създатели на глаголицата. Денят 11 май не е случайно избран от Найден Геров – това е общият църковен празник на двамата светии. Във възрожденските източници първите известия за празнуването на Кирил и Методий на 11 май се срещат в „Христоматия славянского язъка“ от 1852 г. на Неофит Рилски. Денят на честването на двамата братя става най-яркия израз на националната идентичност, на българското преклонение пред образованието, науката и културата.
През 1857 г. празникът е почетен в българската църква „Свети Стефан“ в Цариград, заедно със служба и за Св. Иван Рилски. На следващата година този ден е отпразнуван и в Пловдив с тържествена служба в църквата „Света Богородица“, а след това учителят Йоаким Груев произнася вълнуващо слово за живота и делото на Кирил и Методий. Празникът започва редовно да се отбелязва в Шумен и Лом от 1860 г., в Скопие – 1862 г., във Варна – 1863 г. 11 май се установява като църковен празник на светите равноапостоли Кирил и Методий. В София празникът е организиран от учителя Сава Филаретов.
По време на борбите за църковна независимост от началото на 19 век делото на Кирил и Методий е стимул за противопоставяне на гръцката Вселенска патриаршия. След 1878 г. празнуването на Кирил и Методий се развива в 2 посоки. В свободна България той се ограничава до училищен празник. В Македония и Одринско, които са под юрисдикцията на Българската екзархия, той запазва функциите си и на демонстрация против османското управление, както и против асимилаторските домогвания на сръбската и гръцката пропаганда. Особено значение празникът на Кирил и Методий придобива след Първата световна война.
След въвеждането на Григорианския календар през 1916 г. празникът се чества на 24 май по официалния държавен календар, а по църковния литургичен календар този ден е на дата 11 май. През 1968 г. Българската православна църква, вече със статут на патриаршия, въвежда като литургичен календар т.нар. Новоюлиански календар, чрез който се премахва грешката на стария Юлиански календар. Така денят на Кирил и Методий се почита от църквата на 11 май по църковния календар. Но поради вече установената гражданска традиция светското, гражданското и държавно честване остава на 24 май.
За официален празник на Народна република България 24 май е обявен първоначално през 1957 г. През 1990 г. с решение на Деветото народно събрание (последното за НР България) на 30 март 1990 г. е вписан като официален празник в чл. 154 от КТ, а от 15 ноември 1990 г. става и официален празник на Република България (когато Народна република България е преименувана на Република България).
В другите православни държави паметта на братята се е отбелязвала единствено поотделно, на св. Кирил – на 14 февруари, а на св. Методий – на 6 април (дните на тяхната смърт). Всеруският Синод по повод празнуването 1000-годишнината на Моравската мисия на Кирил и Методий взема следното решение: „За спомен на хилядолетието, откакто първоначално бе осветен нашият бащин език чрез Евангелието и Христовата вяра, да се установи ежегодно, започвайки от тази 1863 г. 11 май като църковен празник на преподобните Кирил и Методий!“ След това празникът се чества и в други православни славяноезични страни.
Празникът на Кирил и Методий се отбелязва през Възраждането и сред имигрантите в Румъния и Русия, сред българските студенти в чужбина, сред българите, заточени в Диарбекир.
През 1856 г. Йоаким Груев предлага денят на Кирил и Методий да бъде отбелязван като празник на българските ученици.
На 9 декември 2020 г. празникът е официално преименуван след гласуване в Народното събрание от „Ден на българската просвета и култура и на славянската писменост“ на настоящото „Ден на светите братя Кирил и Методий, на българската азбука, просвета и култура и на славянската книжовност“.

## Химн „Върви, народе възродени“
През 1892 г. Стоян Михайловски написва текста на училищния химн с първия си стих „Върви, народе възродени“. Химнът е озаглавен „Химна на Св. св. Кирил и Методий“ и включва 14 куплета, от които днес се изпълняват най-често първите 6. Панайот Пипков създава музиката към химна на 11 май 1901 г.

## В други страни
През вековете Кирил и Методий се превръщат в символ на руската култура и обществени стремежи. Те стават знаме на славянското възраждане и национална еманципация в Чехия и други славянски страни. Под влияние на българския култ те са възприети като светци от православната църква и извън славянския свят, включително в съвременна Гърция. В края на ХХ в. папа Йоан Павел II обявява двамата братя за „покровители на Европа“. Десетки народи, предимно в руското културно-политическо пространство през ХХ в. възприемат кирилица като писменост на своите национални езици. Сега 11/24 май се отбелязва в много държави Русия, Украйна, Беларус, Северна Македония, Сърбия, Черна гора, Чехия, Словакия и др.
24 май като празник на братята Кирил и Методий днес се отбелязва и в Русия (светски и църковно), Чехия, Северна Македония (светски и църковно) и други славянски страни. В Русия се чества за първи път през 1986 г. (в тогавашния Съветски съюз) по инициатива на мурманския писател Виталий Маслов – в Мурманск е най-северната точка, където има паметник на братята Кирил и Методий.
Като църковен празник Денят на Кирил и Методий се празнува в Русия от 1863 г., а за ежегоден празник на славянската писменост и култура е приет от 1991 г. Както първото честване в СССР, така и следващите имат „столица на празника“ – град, в който са концентрирани тържествата по отбелязването му, това през различни години са градовете Мурманск, Киев, Минск и други, а от 2010 г. за постоянна столица на празника е избрана Москва.
24 май като празник на светите братя Кирил и Методий е официален празник и в Северна Македония, където се отбелязва подобно на празнуването му в България – с много цветя, песни и тържества на ученици и студенти. В центъра на Скопие има новопостроени монументални паметници на светите братя Кирил и Методий, както и на техните ученици – свети Климент Охридски и свети Наум. Такива монументални паметници има и в Охрид, където се пазят до днес мощите на учениците на Кирил и Методий – свети Климент Охридски – създателя на Охридската книжовна школа, и свети Наум.
В Чехия денят на Кирил и Методий е официален празник на 5 юли, когато недалеч от Бърно, на мястото на столицата на Великоморавия, от която е останал само манастир, се събират хиляди хора да отбележат деня на братята. Паметник на Кирил и Методий има на Карловия мост в Прага, а в катедралата Свети Вит на Пражкия град на витраж е пресъздадено делото на светите братя равноапостоли.
Ежегодно на 24 май българска държавно-църковна делегация се покланя пред гроба на св. Кирил в църквата „Св. Климент“ (San Clemente) в Рим, където български духовници извършват литургия, и е приемана от папата. През 2010 г. тази литургия е извършена за пръв път съвместно от български и руски духовници.
Румънският парламент обяви със закон 24 май за Ден на българския език в Румъния. 

## Искания за обявяване на национален празник
Някои български учени, историци, общественици, културни дейци и политици поставят въпроса за превръщането на 24 май в национален празник вместо 3 март, обосновавайки се с довода, че българската писменост е най-значимото, успешно и трайно дело в хилядолетната история на България. Според тях 3 март следва да остане официален празник, но 24 май е по-подходящ за национален такъв.